# Stálky

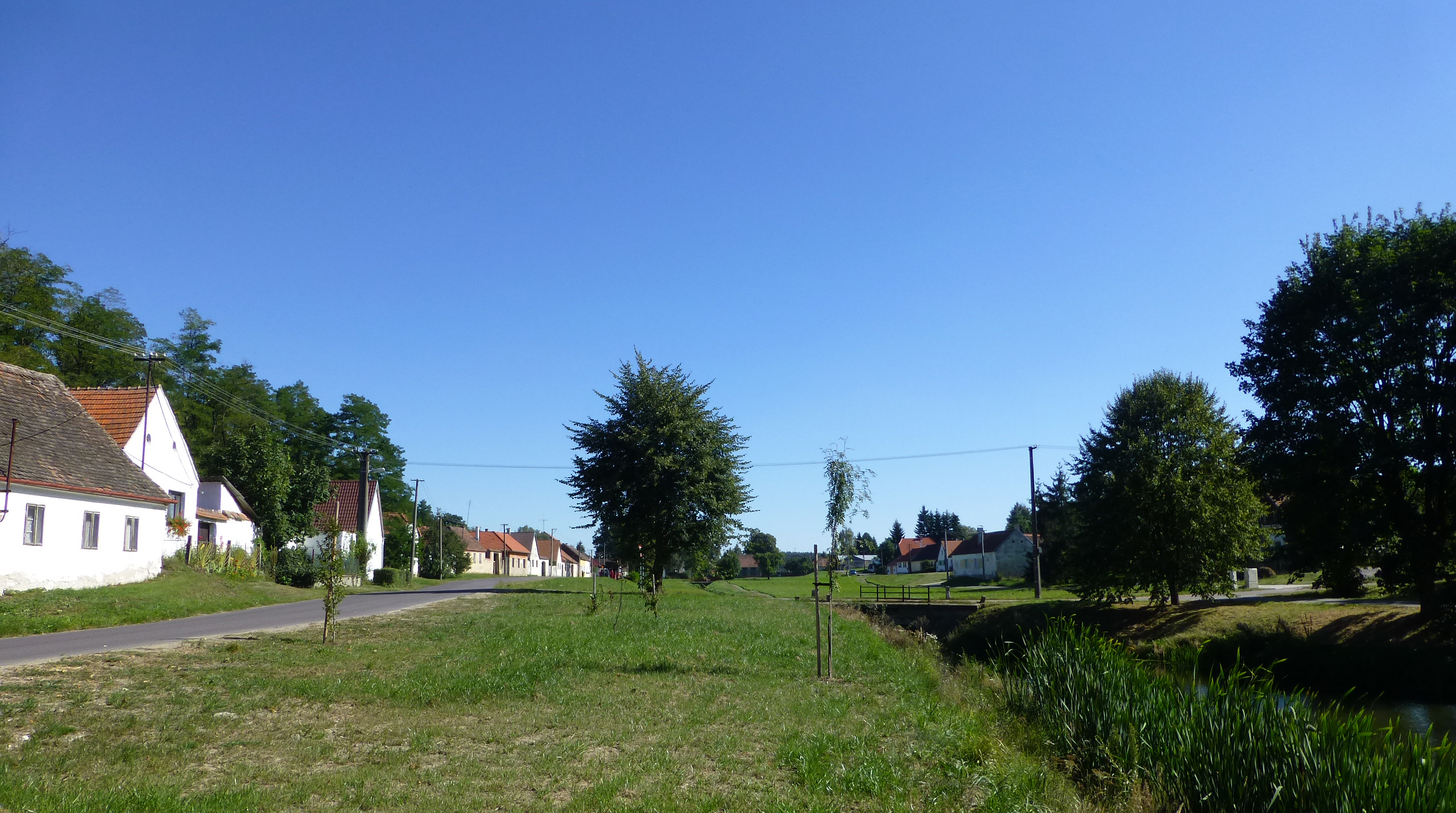
Ortsansicht

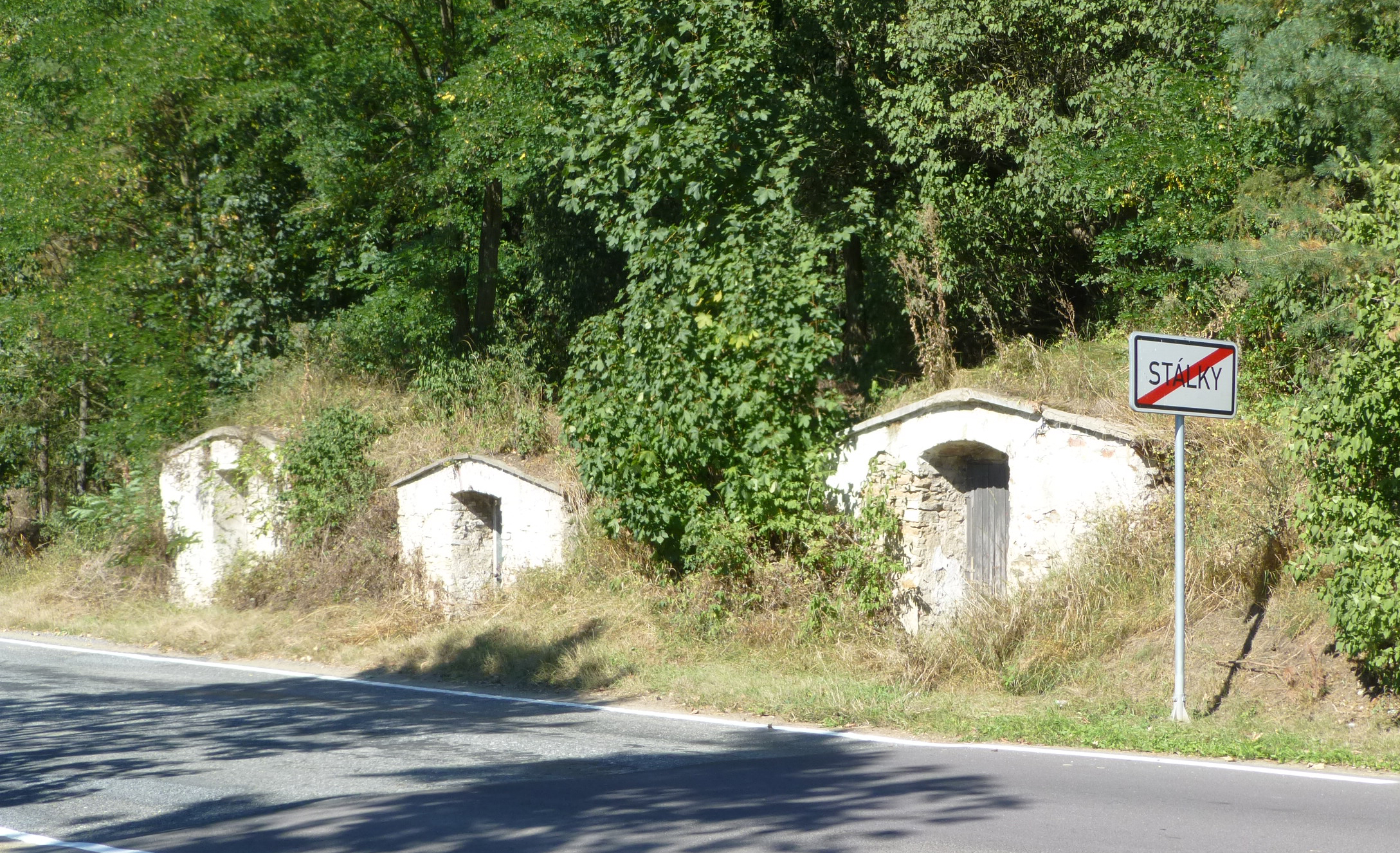
Kellergasse

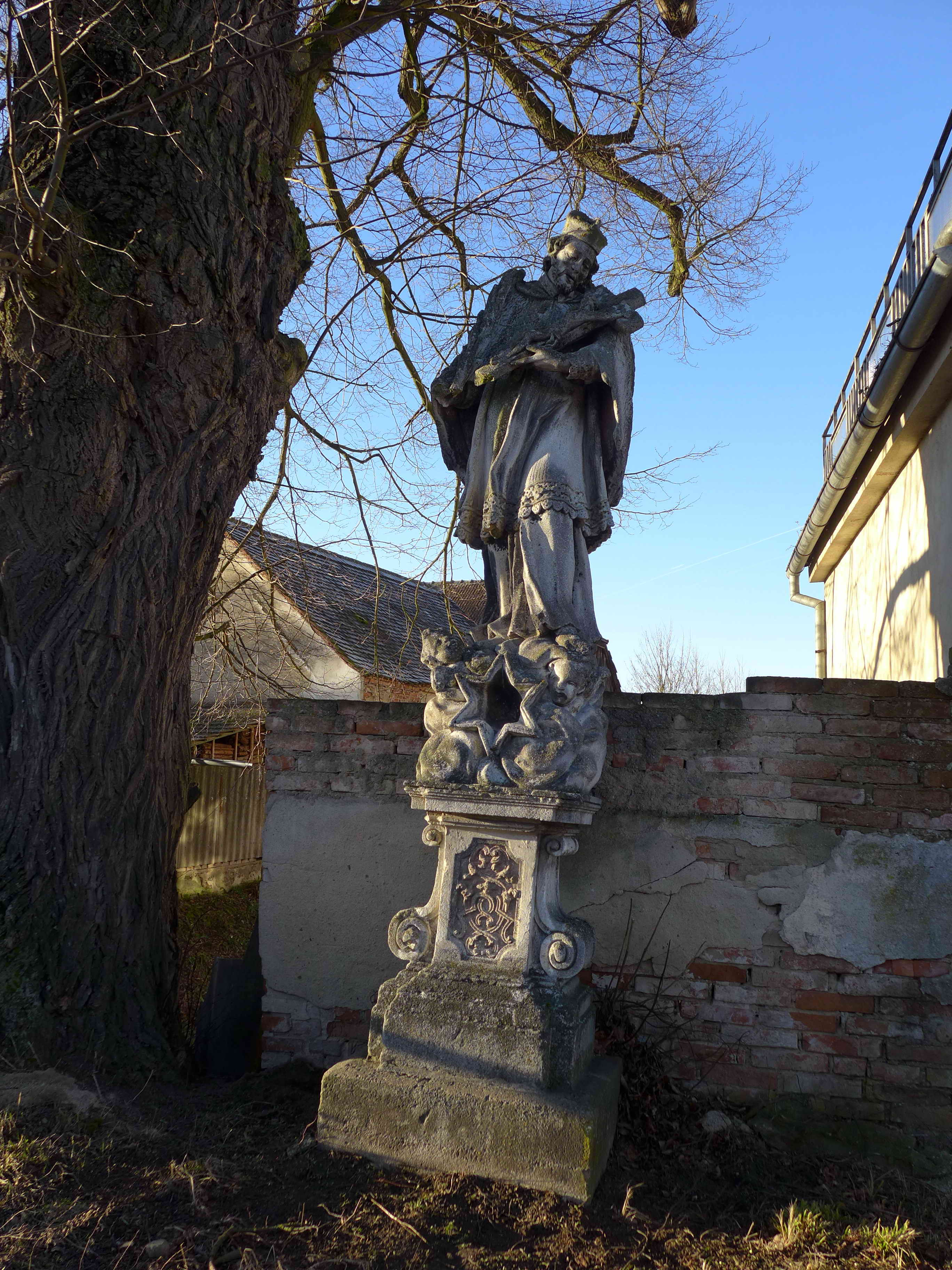
Statue des hl. Johannes von Nepomuk

Stálky (deutsch Stallek, bis 1910 tschechisch Křtálek) ist eine Gemeinde im Okres Znojmo in Tschechien. Sie liegt in einem Seitental der Thaya nahe der Grenze zu Österreich und gehört zur Region Jihomoravský kraj.
Nächstgelegene Orte sind Šafov, Podhradí nad Dyjí, Drosendorf und Heinrichsreith. Der Ort selbst ist als ein Breitangerdorf angelegt.

## Geschichte

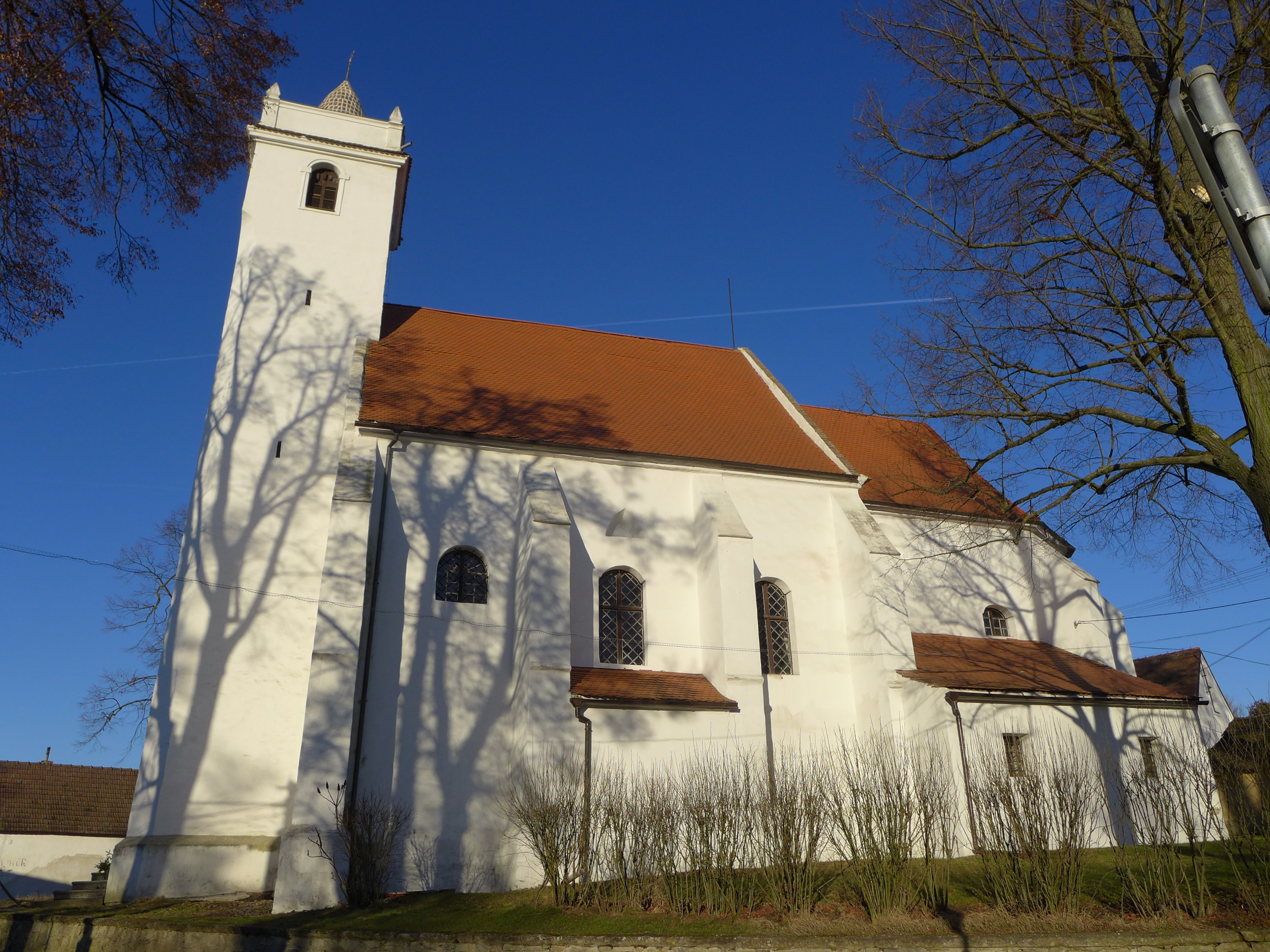
Kirche Mariä Himmelfahrt

Die erste urkundliche Erwähnung des Dorfes Stallek dicht an der Grenze zwischen Mähren und Niederösterreich erfolgte 1312, als die Frau des Matouš von Füllstein, Isolda, das Dorf zusammen mit weiteren Gütern der Zisterzienserinnenabtei Oslawan schenkte. Seit 1391 gab es im Ort eine Pfarrkirche. Seit der 1493 von Vladislav II. erfolgten Bestätigung des Besitzes an die Herren Kraiger von Kraigk auf Freistein und Ungarschitz verblieb Stallek bis zur Aufhebung der Patrimonialherrschaften Teil der Herrschaft Freistein und später des Fideikommisses Ungarschitz. 1561 erfolgte die Befreiung von der Anfallspflicht. In dieser Zeit hielt auch die Reformation im Dorf Einzug.
Im 16. Jahrhundert erlosch die Pfarre und Stallek war nach Fratting gepfarrt. Nach der Schlacht am Weißen Berg erfolgte die Rekatholisierung. 1631 wurde mit dem Bau der Maria-Himmelfahrts-Kirche als Tochterkirche von Fratting begonnen, die 1657 in den Rang einer Pfarrkirche erhoben wurde. Die erste Schule des Ortes wird im Jahre 1672 erwähnt. Zwischen 1794 und 1840 war auch das niederösterreichische Dorf Heinrichsreith nach Stallek eingeschult. Das Schulgebäude brannte im Jahre 1846 ab, so dass man die Schule ein Jahr später wieder völlig neu aufbauen musste.
Zu Stallek gehörte der in Richtung Petrein gelegene Hof Größing (Křeslík), an dessen Stelle sich das 1561 letztmals nachweisbare Dorf Größing befunden hatte. Fast alle Bewohner des Ortes waren in der Landwirtschaft tätig. So gab es im Ort kaum Handwerker.
Nach dem Ersten Weltkrieg, der 14 Opfer unter den Stallekern forderte, fiel Stálky an die Tschechoslowakei, wobei 1910 94 % der Einwohner deutschsprachig waren. In der Zwischenkriegszeit verstärkten die Arbeitslosigkeit, die Bodenreform 1919 und die Sprachenverordnung 1926 die Ansiedlung von Tschechen sowie die wachsenden Autonomiebestrebungen der Deutschen und führten zu Spannungen innerhalb des Landes. Mit dem Münchner Abkommen fiel der Ort 1938 an das Deutsche Reich und wurde ein Teil des Reichsgaues Niederdonau.
Nach dem Ende des Zweiten Weltkrieges – der 30 Opfer forderte – wurden die im Münchner Abkommen an Deutschland übertragenen Territorien wieder der Tschechoslowakei zugeordnet. Am 6. Juni 1945 wurden 25 österreichische Staatsbürger und am 26. Juni 1945 403 Deutschsüdmährer über die Grenze nach Österreich eskortiert beziehungsweise getrieben. Im August 1945 bestimmten die Hauptalliierten des Zweiten Weltkrieges in den Potsdamer Beschlüssen (Konferenz) die Nachkriegsordnung. Toleriert durch dieses Abkommen, wurden – bis auf acht Personen – die letzten zwei Deutschsüdmährer im Herbst 1946 offiziell zwangsausgesiedelt.
An die Vertreibung der Deutschsüdmährer erinnert ein 1985 in Heinrichsreith errichteter Gedenkstein.
Die in Österreich befindlichen Ortsbewohner wurden bis auf 163 Personen, in Übereinstimmung mit den ursprünglichen Überführungs-Zielen des Potsdamer Kommuniqués, nach Deutschland weiter transferiert.
Die Matriken wurden ab 1654 bei Fratting und ab 1822 im Ort geführt. Alle Geburts-, Trauungs- und Sterbematriken bis zum Jahre 1949 befinden sich im Landesarchiv Brünn.
Am 9. Mai 2006 wurde ein touristischer Grenzübergang für Fußgänger, Radfahrer, Reiter mit Pferd und Schiläufer zwischen Heinrichsreith und Stálky eröffnet.

## Gemeindegliederung
Für die Gemeinde Stálky sind keine Ortsteile ausgewiesen. Grundsiedlungseinheiten sind Křeslík (Größinghof) und Stálky (Stallek).

## Wappen und Siegel
Das älteste Siegel des Ortes stammt aus der Barockzeit. Es zeigt ein menschliches Herz, umgeben von Blüten und Zweigen. Ein weiteres Siegel zeigt ein flammendes Herz umgeben von drei Blüten und darunter zwei schräggekreuzte Lorbeerzweige.

## Einwohnerzahlen
| Jahr | Einwohnerzahl | Deutsche | Tschechen |
| ---- | ------------- | -------- | --------- |
| 1790 | 439           | k. A.    | k. A.     |
| 1834 | 497           | k. A.    | k. A.     |
| 1880 | 542           | 518      | 24        |
| 1900 | 476           | 446      | 30        |
| 1910 | 491           | 462      | 29        |
| 1921 | 493           | 418      | 67        |
| 1939 | 448           | 390      | 58        |
| 1961 | 226           | -        | 226       |

## Persönlichkeiten
Der Räuberhauptmann Johann Georg Grasel (1790–1818) trieb während der Napoleonischen Kriege hier sein Unwesen und verkehrte bei der Familie Eigner.
Der Geistliche und Politiker Adrian Zach ist in Stálky geboren.

## Sagen aus dem Ort
- Neben einem Feldweg nördlich des Ortes steht auf einer „Irn“ (= eine kleine steinige Bodenerhebung) ein Marterl. Daneben befindet sich eine kleine Grube. Hier hat einst der heilige Nikolaus eine schwere Bütte abgestellt und dadurch eine kleine Grube in den Boden gedrückt.[12]
- In Stallek lebte einst ein Bauer, der in kurzer Zeit zu großem Reichtum kam. Das machte die Menschen misstrauisch. Männer beobachteten, wie um Mitternacht wiederholt ein Drachen in den Rauchfang des besagten Bauernhauses fuhr. So entstand die Mär, dass die Bäuerin ein Verhältnis mit dem Teufel habe, der Nacht für Nacht einen Topf voll Silbergeld im Kamin zurücklässt.[13]

## Sehenswürdigkeiten
- Die Kirche Mariä Himmelfahrt aus dem Jahre 1631 hat drei Altäre. Der Hauptaltar wurde 1715 und 1769 renoviert. Von 1882 stammt der der Jungfrau Maria von Lourdes geweihte Altar und von 1884 der St.-Josefs-Altar. Der Kirchturm erinnert an den Rathausturm in Boskovice. hl. Barbara von Josef Doré, 1903 nach Renovierung neu geweiht.
- Statue des Johannes Nepomuk
- Kriegerdenkmal (1924), 1945 gesprengt